# Route nationale 786a
La route nationale 786A ou RN 786A était une route nationale française reliant Matignon à Plancoët. À la suite de la réforme de 1972, elle a été déclassée en RD 794.

## Ancien tracé de Matignon à Plancoët (D 794)
- Matignon
- Saint-Pôtan
- Pluduno
- Plancoët